# Chloroclystis emarginaria
Chloroclystis emarginaria är en fjärilsart som beskrevs av George Francis Hampson 1893. Chloroclystis emarginaria ingår i släktet Chloroclystis och familjen mätare. Inga underarter finns listade i Catalogue of Life.